# Pietro Carlo Guglielmi
Pietro Carlo Guglielmi, zvaný Guglielmino (11. července 1772 Londýn – 28. února 1817 Neapol) byl italský hudební skladatel.

## Život
Pietro Carlo Guglielmi byl synem skladatele Pietra Alessandra Guglielmiho. Studoval na neapolské konzervatoři Santa Maria di Loreto. Jako úspěšný operní skladatel působil v Madridu, Neapoli, Lisabonu, Paříži a v Londýně. Od roku 1814 do roku 1816 byl kapelníkem vévodkyně z Massa di Carrara Beatrice d'Este.

## Dílo
Je autorem téměř padesáti oper, které měly ve své době velký úspěch.
- Demetrio (opera seria, libreto Pietro Metastasio, 1794 Madrid, Caños del Peral)
- Dorval e Virginia (opera semiseria, libreto G. M. Foppa, 1795 Lisabon, Teatro San Carlo, jako Paolo e Virginia, 1800 Vídeň, Kärntertortheater)
- Griselda (opera seria, libreto G. Sertor, 1795 Florencie, Teatro alla Pergola)
- La sposa bisberica (farsa, 1797 Řím, Teatro Valle)
- L'inganno per amore (opera buffa, libreto F. Cammarano, 1797 Neapol, Teatro nuovo; jako Lo sposalizio villano, 1798 Florencie, Teatro alla Pergola)
- Chi la dura la vince (opera buffa, libreto D. Piccini, 1798 Neapol, Teatro Nuovo)
- I tre rivali (opera buffa, 1798 Neapol, Teatro nuovo)
- La fata Alcina (dramma giocoso, libreto G. M. Foppa, 1799 Řím, Teatro Alibert; jako Alcina, 1800 Benátky, Teatro S. Benedetto)
- I raggiri amorosi (burletta per musica, 1799 Řím, Teatro Valle)
- I due gemelli (opera buffa, 1799 Řím, Teatro Valle)
- Gli amanti in cimento (opera buffa, libreto Giuseppe Palomba, 1800 Neapol, Teatro dei Fiorentini); přepracovaná verze – 1804 Benátky, Teatro S. Benedetto)
- Due nozze e un sol marito (opera buffa, 1800 Florencie, Accademia degli Infuocati)
- La fiera (opera buffa, libreto Giuseppe Palomba, 1801 Neapol, Teatro dei Fiorentini); jako La cantatrice di spirito, 1807 Janov)
- Le convenienze teatrali (opera buffa, libreto Giuseppe Palomba?, 1801 Palermo, Teatro di S. Cecilia)
- La serva bizarra (opera buffa, libreto Giuseppe Palomba, 1803 Neapol, Teatro nuovo); provedeno také pod názvy Amor finto, amor vero, amor deluso, La cameriera astuta, I raggiri della serva, La serva raggiratrice
- Asteria e Teseo (opera semiseria, 1803 Neapol, Teatro San Carlo)
- Il naufragio fortunato (opera buffa, libreto Giuseppe Palomba, Neapol, Teatro dei Fiorentini)
- L'equivoco fra gli sposi (opera buffa, libreto Giuseppe Palomba, 1804 Neapol, Teatro dei Fiorentini; jako Tre sposi per una 1805 Vídeň, Kärtnertortheater)
- Ines de Castro (opera seria, libreto F. Tarducci, 1805 Řím, Teatro Argentina)
- La fedeltà nelle selve (opera buffa, libreto G. Bertati, 1805 Pavia, Teatro dei Quattro Cavalieri)
- La scelta dello sposo (farsetta, libreto G. M. Foppa, 1805 Benátky, Teatro S. Moisè)
- La donna di spirito (farsa, libreto G. Artusi, 1805 Padua, Teatro nuovo)
- La vedova contrastata (burletta, libreto F. Tarducci, 1805 Řím, Teatro Apollo; provedeno také pod názvy: La vedova capricciosa, La donna di genio volubile, La vedova in contrasto, La scelta del matrimonio)
- Amor tutto vince (opera buffa, libreto Giuseppe Palomba, 1805 Neapol, Teatro dei Fiorentini)
- La Pamela casada (libreto G. Rossi, 1806 Madrid, Teatro del Prìncipe)
- La sposa del Tirolo (opera buffa, libreto Giuseppe Palomba, 1806 Neapol, Teatro nuovo)
- Il matrimonio in contrasto (libreto G. Checcherini, 1806 Neapol)
- La guerra aperta ossia Astuzia contro astuzia (opera buffa, libreto B. Mezzanotte, 1807 Řím, Teatro Valle; jako La scommessa, 1809 Londýn)
- Amori e gelosie tra congiunti (opera buffa, libreto Giuseppe Palomba, 1807 Neapol, Teatro dei Fiorentini)
- Sidagero (opera seria, libreto S. Buonaiuti, 1809 Londýn, King's Theatre)
- Romeo e Giulietta (opera seria, libreto S. Buonaiuti, 1810 Londýn, King's Theatre)
- Atalida (pasticcio, libreto S. Buonaiuti, 1810 Londýn, King's Theatre)
- Le nozze in campagna (opera buffa, libreto Giuseppe Palomba, 1810 Neapol, Teatro nuovo)
- Oro non compra amore (opera buffa, libreto A. Anelli, 1811 Senigallia, Teatro Condominiale; jako Un vero amore non ha riguardi, 1812 Řím, Teatro Argentina a jako Il pretendente burlato, 1819 Paříž, Théâtre Italien)
- Le due simili in una (opera buffa, libreto Giuseppe Palomba, 1811 Neapol, Teatro nuovo)
- Amalia e Carlo ovvero L'arrivo della sposa (opera semiseria, libreto A. L. Tottola, 1812 Neapol, Teatro nuovo)
- L'isola di Calipso (opera seria, libreto L. Romanelli, 1813 Milán, Teatro alla Scala)
- La presunzione corretta (opera buffa, libreto L. Prividali, 1813 Milán, Teatro alla Scala)
- Ernesto e Palmira (libreto L. Romanelli, 1813 Milán, Teatro alla Scala)
- La moglie giudice del marito (opera buffa, Milán, Teatro del Re)
- Amore assottiglia l'ingegno ossia Il tutore indiscreto (opera buffa, libreto J. Ferretti, 1814 Řím, Teatro Valle)
- Amore y innocencia (1815 Madrid, Teatro Cruz)
- L'amore e dispetto (opera buffa, libreto Giuseppe Palomba, 1816 Neapol, Palazzo Maddaloni)
- Paolo e Virginia (opera seria, libreto G. M. Diodati, 1817 Neapol, Teatro dei Fiorentini)
- Il biglietto d'alloggio (opera buffa, 1817 Crema)